# 王德妃 (宋太宗)
王德妃（?—?），宋太宗的妃嬪。
王氏开始被太宗封为金城郡君，雍熙三年（986年）生下荆王赵元俨。天禧二年（1018年）九月宋真宗进封王氏为美人，乾兴元年（1022年）四月宋仁宗进封王氏为婕妤，天圣九年（1031年）十一月进昭媛，去世年月不详。明道元年（1032年）十月赠大仪，明道二年（1033年）十一月赠德妃，庆历四年（1044年）九月赠淑妃。